# Drosophila colobos
Drosophila colobos este o specie de muște din genul Drosophila, familia Drosophilidae, descrisă de Tsacas în anul 2004.
Este endemică în Camerun. Conform Catalogue of Life specia Drosophila colobos nu are subspecii cunoscute.